# Trümmerberg
Een Trümmerberg (in het Duits ook wel Schuttberg of Müllberg genoemd) is een kunstmatige heuvel, bestaande uit puin en afval van de in de Tweede Wereldoorlog gebombardeerde Duitse en Oostenrijkse steden. Trümmerberge werden door de stedelijke en geallieerde autoriteiten gelijk na de oorlog gevormd, om snel verlost te zijn van de immense hoeveelheden puin die in de Duitse steden waren achtergebleven als gevolg van de bombardementen en beschietingen door de geallieerden. 
Een aantal kreeg na de oorlog ironisch bedoelde bijnamen, zoals Monte Klamott (‘voddenberg’) of Monte Scherbelino (‘Schervenberg’). Ze ontstonden vaak in slechts enkele jaren, waarbij de aanvoer van het puin werd geregeld door middel van vrachtwagens of via tijdelijke spoorlijntjes. Bij het selecteren van het puin in nog bruikbaar materiaal en onbruikbaar geworden materiaal speelden in verschillende steden de zogenaamde Trümmerfrauen (letterlijk: puinvrouwen) een belangrijke rol. 

## Trümmerbergen in diverse Duitse steden
| Stad              | Trümmerberg                         | Hoogte boven NAP | Hoogte van de heuvel zelf | hoeveelheid puin     |
| ----------------- | ----------------------------------- | ---------------- | ------------------------- | -------------------- |
| Augsburg          | Augsburger Müllberg                 | 512 m            | 55 m                      | 7,4 miljoen m³       |
| Berlijn           | Teufelsberg                         | 114,7 m          | 55 m                      | 12 miljoen m³        |
| Berlijn           | Oderbruchkippe                      | 91 m             |                           | 3 miljoen m³         |
| Berlijn           | Dörferblick                         | 86 m             |                           |                      |
| Berlijn           | Humboldthöhe                        | 85 m             |                           |                      |
| Berlijn           | Grote Bunkerberg                    | 78 m             | 40 m                      | 2,5 miljoen m³       |
| Berlijn           | Insulaner Berg                      | 75 m             |                           |                      |
| Berlijn           | Tempelhofer Marienhöhe              | 73 m             |                           | 0,19 miljoen m³      |
| Berlijn           | Rixdorfer Höhe                      | 68 m             |                           |                      |
| Frankfurt am Main | Monte Scherbelino                   | 172,5 m          | ca. 47 m                  | 10-12 miljoen m³     |
| Hannover          | Monte Müllo                         | 122 m            | ca. 65 m                  |                      |
| Keulen            | Herkulesberg                        | 72,2 m           | ca. 25 m                  |                      |
| Krefeld           | Inrather Berg                       | 87 m             |                           |                      |
| Leipzig           | Fockeberg                           | 153 m            | ca. 40 m                  |                      |
| Leipzig           | Rosentalhügel (Scherbelberg)        | 131 m            | 20 m                      | 120.000 m³           |
| Mönchengladbach   | Rheydter Höhe                       | 133m             | 64 m                      |                      |
| München           | Olympiaberg                         | 567 m            | 50 m                      |                      |
| München           | Luitpoldheuvel                      | 540 m            | 37 m                      |                      |
| München           | Neuhofener Berg                     |                  |                           | 2,5 miljoen m³       |
| Münster           | Münster-Coerde/Rieselfelder Münster | 45 m             | 47 m                      | 1,2 / 7,3 miljoen m³ |
| Neurenberg        | Silberbuck                          | 356 m            | 38 m                      | 5,53 miljoen m³      |
| Pforzheim         | Wallberg                            | 418 m            | 40 m                      | 1,65 miljoen m³      |
| Stuttgart         | Birkenkopf                          | 511 m            | 40 m                      | 15 miljoen m³        |
| Stuttgart         | Grüner Heiner                       | 395 m            | 70 m                      |                      |

## Afbeeldingen Trümmerberge

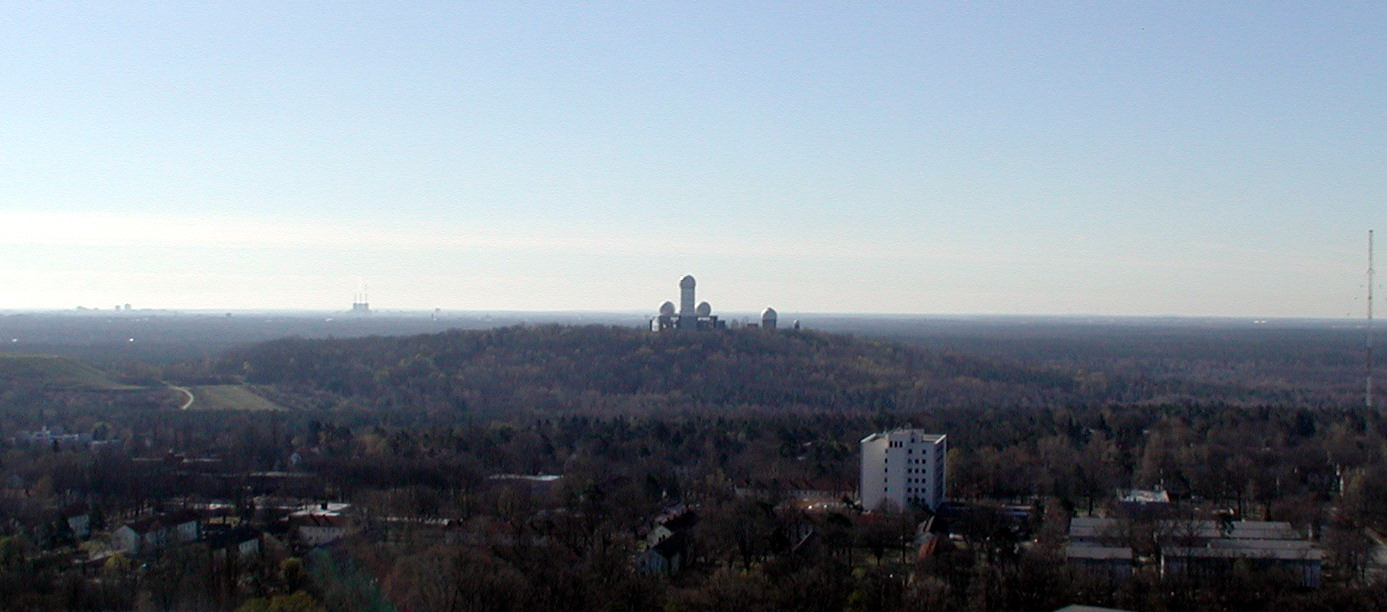
de Teufelsberg in Berlijn
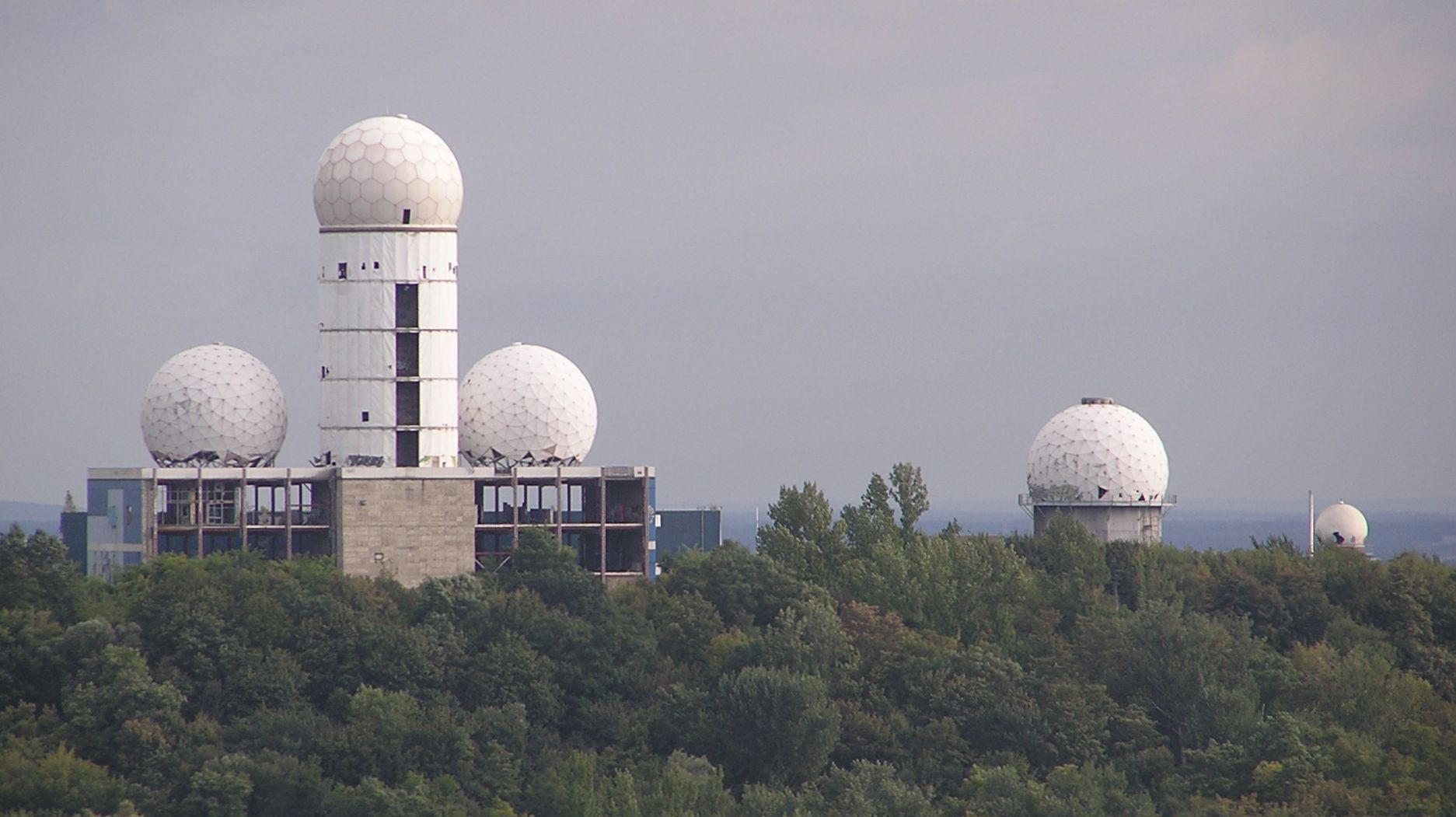
voormalige radarinstallatie op de Teufelsberg in Berlijn
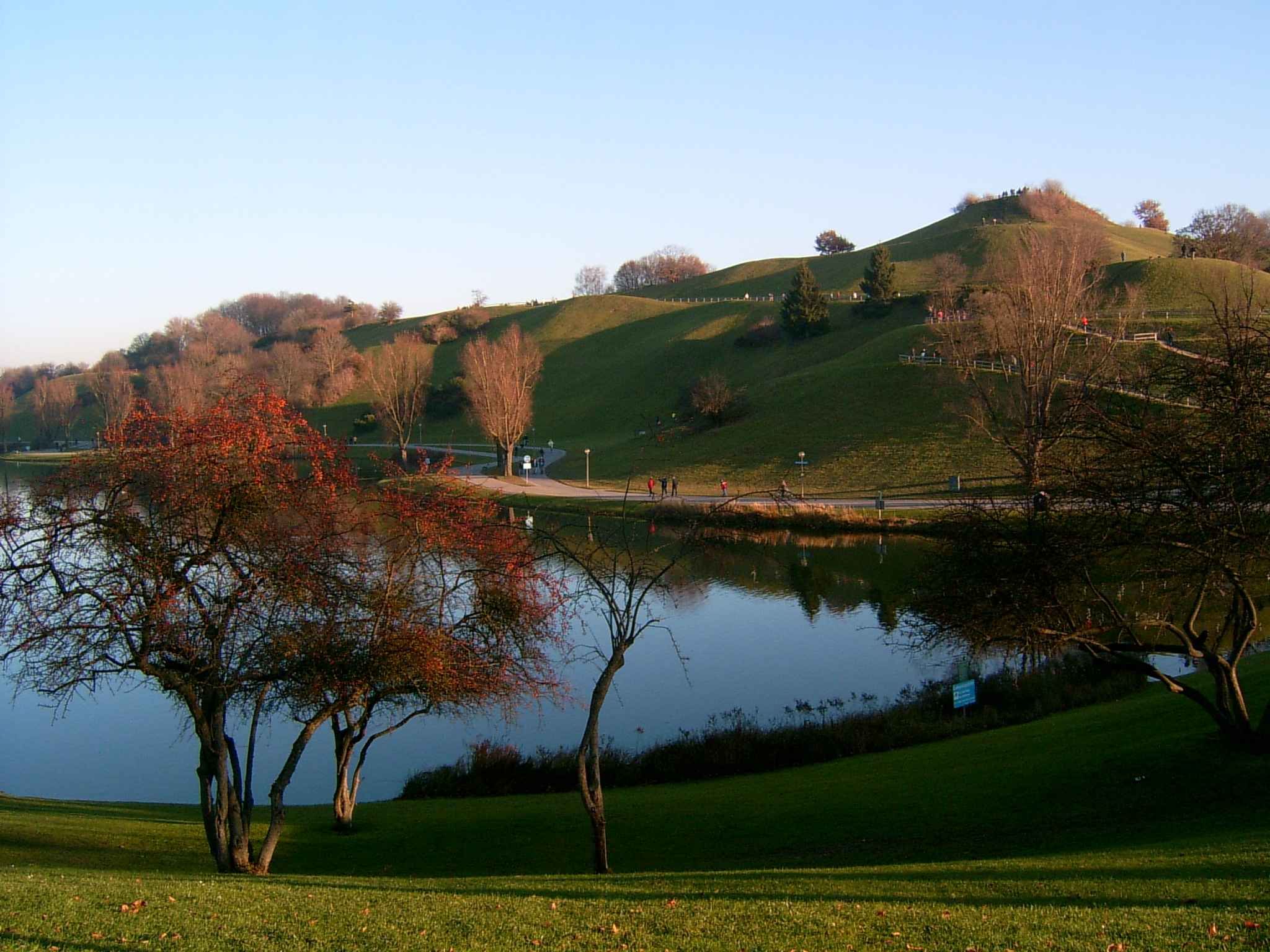
Olympiaberg in München
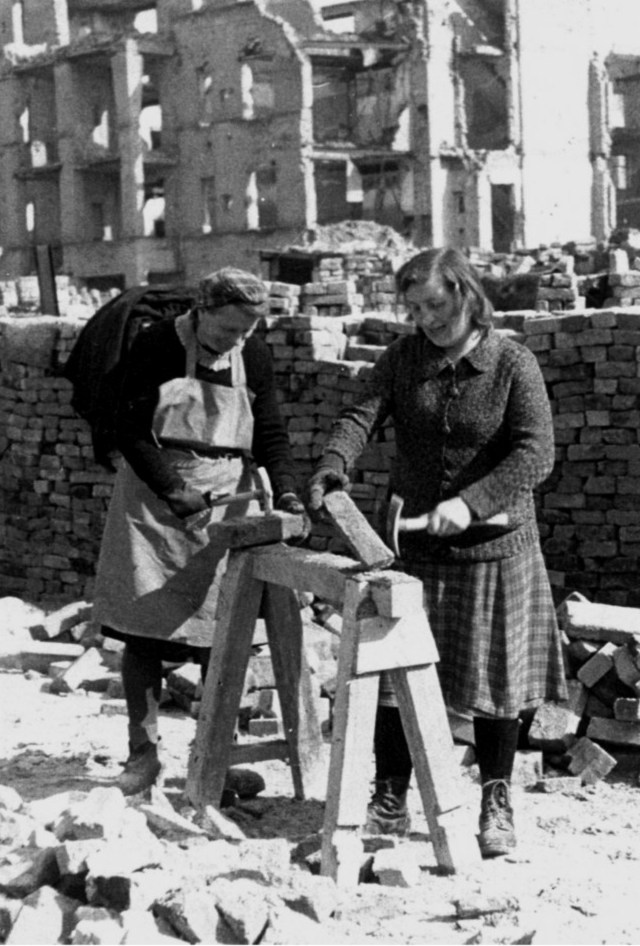
Trümmerfrauen aan het werk in Berlijn, ca. 1947
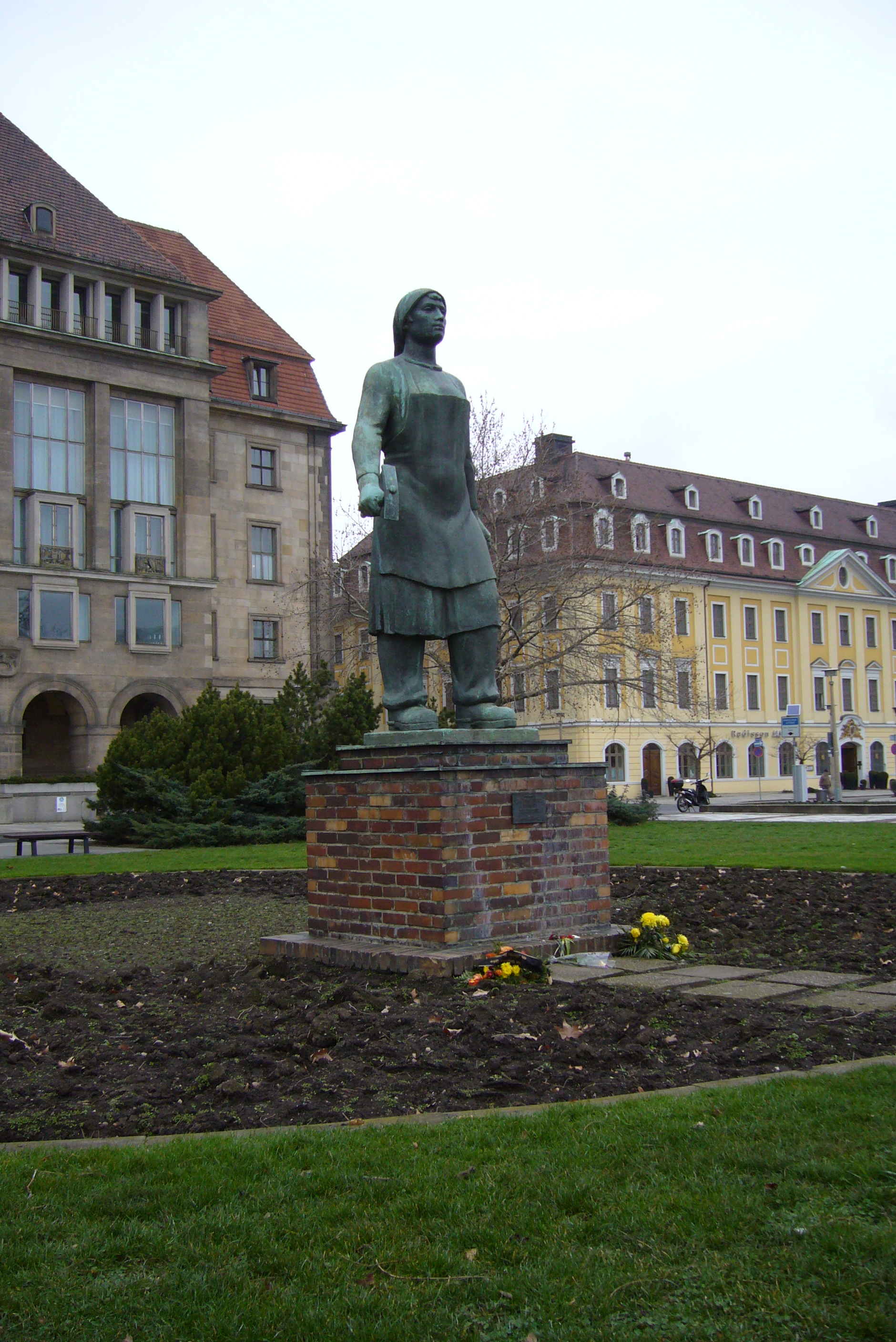
Monument voor een Trümmerfrau in Dresden